# Dilophus atrimas
Dilophus atrimas är en tvåvingeart som beskrevs av Edwards 1914. Dilophus atrimas ingår i släktet Dilophus och familjen hårmyggor.
Artens utbredningsområde är Kenya. Inga underarter finns listade i Catalogue of Life.